# Весёлое (Белгородская область)
Весёлое — село в Красногвардейском районе Белгородской области России. Административный центр Веселовского сельского поселения.

## География
Село расположено в восточной части Белгородской области, на реке под названием Сосенка (Малая Сосна), левого притока Тихой Сосны, в 12,4 км по прямой к западу от районного центра, города Бирюча.

## Исторический очерк
Возникло на месте Осинового острога в 1637 году.

В росписи воеводы Бутурлина в Москву в Разрядный приказ говорилось:
«...Да оттого Раздорного острогу вверх по Сосне за Сосенскую плоту в десяти верстах устроен стоялый Осиновый острог по стене его мерою 72 сажени, а около острогу выкопан ров, глубина рву 1,5 сажени, а ширина рву 3 сажени без четверти, да около рву устроены надолбы лубовые с наметками; а воды в нём нет, для воды ходят в лес сажен с полтретьдцать (25). А в том остроге стоят с усердским головою осколян ратных людей детей боярских и полковых казаков по 20 человек, да с Усерда пушкарь...»
В 1794 году в поселении построен храм во имя святителя Николая Чудотворца.
После упразднения Белгородской засечной черты в Бирюченском уезде образовалась Веселовская вотчина князей Юсуповых — 8171 десятина. 63% всего крестьянства было тогда крепостным.
В 1861 году Н.Б. Юсупов владел уже 13 тысячами десятин. С годами Веселовская вотчина не уменьшалась, а увеличивалась за счёт покупки разоряющихся мелких землевладельцев.
К началу 1900-х годов — слобода Веселая на речке Малой Сосне, до уездного города Бирюча — 18 верст; в слободе вместе с хутором Княжным (Никольским) — 399 дворов, церковь, 2 общественных здания, 2 школы — земская и школа грамотности, 34 (в Княжном ещё 4) ветряные мельницы и 8 водяных, 2 кузницы, 2 винные лавки, 5 ярмарок.
В начале 1930-х годов слобода Веселая — центр сельсовета в Буденновском (позже Красногвардейском) районе. В слободе упраздняется православный храм.
В 1970-е годы в Доме культуры села Весёлого появился народный колхозный музей. Большинство его документов и экспонатов рассказывали об истории местного колхоза имени Ильича и о событиях Великой Отечественной войны 1941—1945 года.
29 августа 2008 года возобновлён православный храм.

## Население
К началу 1900-х годов в слободе 3335 жителей (1713 мужского и 1622 женского пола).
В 1932 году — 3720 жителей.
В 1979 году в селе Весёлом жило 2839 человек, в 1989 году — 2590 (1198 мужчин и 1392 женщины).
К началу 1998 года в Весёлом Красногвардейского района было 2583 жителя и 932 хозяйства.
| 1859 | 1897  | 2002  | 2010  |
| ---- | ----- | ----- | ----- |
| 2890 | ↗2932 | ↘2345 | ↘2156 |

## Экономика
Местный колхоз имени Ильича (в 1992 году — 1909 колхозников) занимался растениеводством, специализировался на производстве свинины.

## Интересные факты
В конце февраля 1943 года созданный в СССР 1-й Чехословацкий батальон вошёл на Белгородчине в состав Воронежского фронта; 8 марта батальон принял боевое крещение у села Соколова под Харьковом. После этих боев Чехословацкий батальон разместился на отдых в селе Весёлом. Здесь 29 апреля воинов-интернационалистов посетили командующий Воронежским фронтом, генерал армии Ватутин Н.Ф. и член военного Совета фронта генерал-лейтенант Хрущёв Н.С. Командир батальона, впоследствии президент Чехословакии Людвик Свобода рассказал об этих событиях в своей книге «От Бузулука до Праги».